# Verbena corymbosa
Verbena corymbosa — вид трав'янистих рослин родини Вербенові (Verbenaceae), зростає в Бразилії, Уругваї, Чилі. Рослина має листя з цілою листовою пластиною; пиляки без залозистих придатків.

## Опис
Рослина 60–100 см завдовжки, кореневищна, стебла випростані, з залозистим щетинистим запушенням. Листки сидячі чи з ніжкою < 2 мм, листові пластини 30–40(60) x 15–20(30) мм, цілі, довгасті, верхівки загострені, поля зубчасті, зубчики нерегулярні загострені, нижня поверхня щетиниста, з вираженим жилкуванням. Квіти у 10–20 × 8–10 мм, у багатоквіткових, щільних, циліндричних колосках, витягнутих під час плодоношення. Квіткові приквітки 4–7 мм, від лінійних яйцюватих, вершина гостра, поля війчасті. Чашечка 5–7 мм, щетинисто-залозиста, зубчики 1–1.5 мм, шилоподібні. Віночок фіалкового чи пурпурового кольору, 9–15 мм, запушений зовні.

## Поширення
Зростає в Бразилії, Уругваї і південно-центральній частині Чилі, між рівнем моря і 700 м.